# Coppa delle nazioni oceaniane femminile 2022
La Coppa delle nazioni oceaniane femminile 2022, ufficialmente 2022 OFC Women's Nations Cup, e citata anche come 2022 OFC Women's Championship, è stata la dodicesima edizione ufficiale del torneo riservato alle nazionali di calcio femminile oceaniane, organizzato dalla Oceania Football Confederation (OFC).
Programmata fra il 13 e il 30 luglio 2022 nelle Figi, la coppa vede affrontarsi nove squadre in rappresentanza delle proprie nazioni, svolgendo funzione di qualificazione al play-off intercontinentale di Australia-Nuova Zelanda 2023, al quale ha già avuto accesso la Nuova Zelanda come paese ospitante, che ha scelto di non partecipare a questa edizione.
La Papua Nuova Guinea ha vinto il titolo per la prima volta nella sua storia, superando per 2-1 in finale le Figi.

## Squadre partecipanti
| Pr. | Squadra            | Partecipante in quanto                      | Ultima presenza      |
| --- | ------------------ | ------------------------------------------- | -------------------- |
| 1   | Figi               | Qualificazione automatica e paese ospitante | Nuova Caledonia 2018 |
| 2   | Isole Cook         | Qualificazione automatica                   | Nuova Caledonia 2018 |
| 3   | Vanuatu            | Qualificazione automatica                   | Nuova Zelanda 2010   |
| 4   | Papua Nuova Guinea | Qualificazione automatica                   | Nuova Caledonia 2018 |
| 5   | Isole Salomone     | Qualificazione automatica                   | Nuova Zelanda 2010   |
| 6   | Tahiti             | Qualificazione automatica                   | Nuova Caledonia 2018 |
| 7   | Tonga              | Qualificazione automatica                   | Nuova Caledonia 2018 |
| 8   | Nuova Caledonia    | Qualificazione automatica                   | Nuova Caledonia 2018 |
| 9   | Samoa              | Qualificazione automatica                   | Nuova Caledonia 2018 |

## Stadio
Tutte le partite si disputano all'ANZ National Stadium di Suva. 
| Suva | Suva             |
| ---- | ---------------- |
| Suva | HFC Bank Stadium |
| Suva | Capacità: 4 300  |
| Suva |                  |

## Fasce
Il sorteggio è stato effettuato il 10 maggio 2022. Le nove squadre sono state sorteggiate in tre gironi da tre squadre, con le squadre classificate in fasce in base alla classifica FIFA del 25 marzo.
| Fascia 1                                     | Fascia 2                                           | Fascia 3                                       |
| -------------------------------------------- | -------------------------------------------------- | ---------------------------------------------- |
| Papua Nuova Guinea (49) Figi (99) Tonga (92) | Nuova Caledonia (99) Isole Cook (104) Tahiti (105) | Samoa (111) Isole Salomone (119) Vanuatu (121) |

## Fase a gruppi

### Gruppo A

#### Classifica
| Pos. | Squadra    | Pt | G | V | N | P | GF | GS | DR |
| ---- | ---------- | -- | - | - | - | - | -- | -- | -- |
| 1.   | Samoa      | 6  | 2 | 2 | 0 | 0 | 3  | 0  | +3 |
| 2.   | Isole Cook | 1  | 2 | 0 | 1 | 1 | 1  | 2  | -1 |
| 3.   | Tonga      | 1  | 2 | 0 | 1 | 1 | 1  | 3  | -2 |

#### Risultati
| Arbitro: | Shama Maemae |

|                         |           |  |
| Fischer 28’ Stewart 70’ | Marcatori |  |

| Arbitro: | Delvin Joel |

|           |           |             |
| Swift 72’ | Marcatori | 49’ Davison |

| Arbitro: | Shama Maemae |

|  |           |             |
|  | Marcatori | 14’ Stewart |

### Gruppo B

#### Classifica
| Pos. | Squadra            | Pt | G | V | N | P | GF | GS | DR |
| ---- | ------------------ | -- | - | - | - | - | -- | -- | -- |
| 1.   | Papua Nuova Guinea | 6  | 2 | 2 | 0 | 0 | 5  | 2  | +3 |
| 2.   | Tahiti             | 1  | 2 | 0 | 1 | 1 | 1  | 2  | -1 |
| 3.   | Vanuatu            | 1  | 2 | 0 | 1 | 1 | 1  | 3  | -2 |

#### Risultati
| Arbitro: | Torika Delai |

|             |           |                                 |
| Keletia 71’ | Marcatori | 34’ Kaipu 76’ Padio 79’ Yanding |

| Arbitro: | Shama Maemae |

|                              |           |                    |
| Padio 28’ (rig.) Gunemba 83’ | Marcatori | 90’ (rig.) Tamarii |

| Suva 20 luglio 2022, ore 16:00 UTC+12 | Tahiti       | 0 – 0 referto | Vanuatu | HFC Bank Stadium (250 spett.)\| Arbitro: \| Torika Delai \| |
| Arbitro:                              | Torika Delai |               |         |                                                             |

### Gruppo C

#### Classifica
| Pos. | Squadra         | Pt | G | V | N | P | GF | GS | DR |
| ---- | --------------- | -- | - | - | - | - | -- | -- | -- |
| 1.   | Figi            | 4  | 2 | 1 | 1 | 0 | 4  | 2  | +2 |
| 2.   | Isole Salomone  | 2  | 2 | 0 | 2 | 0 | 3  | 3  | 0  |
| 3.   | Nuova Caledonia | 1  | 2 | 0 | 1 | 1 | 3  | 5  | -2 |

#### Risultati
| Arbitro: | Anna-Marie Keighley |

|                 |           |           |
| Pegi 37’ (rig.) | Marcatori | 22’ Kumar |

| Arbitro: | Anna-Marie Keighley |

|                               |           |                    |
| Hussein 4’ Diyalowai 44’, 57’ | Marcatori | 90+3’ (rig.) Pahoa |

| Arbitro: | Anna-Marie Keighley |

|                 |           |                        |
| Neporo 73’, 78’ | Marcatori | 15’ Gogoni 85’ Maefiti |

### Raffronto tra le terze classificate
Le prime due squadre si qualificheranno ai quarti di finale.

#### Classifica
| Pos. | Squadra         | Pt | G | V | N | P | GF | GS | DR | FP |
| ---- | --------------- | -- | - | - | - | - | -- | -- | -- | -- |
| 1.   | Nuova Caledonia | 1  | 2 | 0 | 1 | 1 | 3  | 5  | -2 |    |
| 2.   | Tonga           | 1  | 2 | 0 | 1 | 1 | 1  | 3  | -2 | 0  |
| 3.   | Vanuatu         | 1  | 2 | 0 | 1 | 1 | 1  | 3  | -2 | -3 |

## Fase a eliminazione diretta

### Tabellone
|  | Quarti di finale             | Quarti di finale   |                    |                      | Semifinali                | Semifinali                |  |  | Finale         | Finale |
|  |                              |                    |                    |                      |                           |                           |  |  |                |        |
|  | 23 luglio 2022               |                    |                    |                      |                           |                           |  |  |                |        |
|  |                              |                    |                    |                      |                           |                           |  |  |                |        |
|  | 1A. Samoa                    | 4                  |                    |                      |                           |                           |  |  |                |        |
|  | 1A. Samoa                    | 4                  | 27 luglio 2022     |                      |                           |                           |  |  |                |        |
|  | 3C. Nuova Caledonia          | 2                  |                    |                      |                           |                           |  |  |                |        |
|  | 3C. Nuova Caledonia          | 2                  | Samoa              | 0                    |                           |                           |  |  |                |        |
|  | 23 luglio 2022               |                    | Samoa              | 0                    |                           |                           |  |  |                |        |
|  |                              | Papua Nuova Guinea | 3                  |                      |                           |                           |  |  |                |        |
|  | 1B. Papua Nuova Guinea (dtr) | Papua Nuova Guinea | 3                  | 3 (3)                |                           |                           |  |  |                |        |
|  | 1B. Papua Nuova Guinea (dtr) |                    | 30 luglio 2022     | 3 (3)                |                           |                           |  |  |                |        |
|  | 3A. Tonga                    | 3 (2)              |                    |                      |                           |                           |  |  |                |        |
|  | 3A. Tonga                    | 3 (2)              | Papua Nuova Guinea | 2                    |                           |                           |  |  |                |        |
|  | 24 luglio 2022               |                    | Papua Nuova Guinea | 2                    |                           |                           |  |  |                |        |
|  |                              | Figi               | 1                  |                      |                           |                           |  |  |                |        |
|  | 1C. Figi                     | Figi               | 1                  | 2                    |                           |                           |  |  |                |        |
|  | 1C. Figi                     | 27 luglio 2022     |                    | 2                    |                           |                           |  |  |                |        |
|  | 2A. Isole Cook               | 0                  |                    |                      |                           |                           |  |  |                |        |
|  | 2A. Isole Cook               | 0                  | Figi               | 3                    | Finale per il terzo posto | Finale per il terzo posto |  |  |                |        |
|  | 24 luglio 2022               |                    | Figi               | 3                    | Finale per il terzo posto | Finale per il terzo posto |  |  |                |        |
|  |                              | Isole Salomone     | 1                  |                      |                           |                           |  |  |                |        |
|  | 2B. Tahiti                   | Isole Salomone     | 1                  | 0                    | Samoa                     | 1 (5)                     |  |  |                |        |
|  | 2B. Tahiti                   |                    |                    | 0                    | Samoa                     | 1 (5)                     |  |  |                |        |
|  | 2C. Isole Salomone           | 1                  |                    | Isole Salomone (dtr) | 1 (6)                     |                           |  |  |                |        |
|  | 2C. Isole Salomone           | 1                  |                    |                      | 1 (6)                     |                           |  |  |                |        |
|  |                              |                    |                    |                      |                           |                           |  |  | 30 luglio 2022 |        |
|  |                              |                    |                    |                      |                           |                           |  |  |                |        |

### Quarti di finale
| Arbitro: | Torika Delai |

|                                     |           |                     |
| Fischer 37’ Stewart 51’, 84’, 90+7’ | Marcatori | 45+1’, 90+6’ Uregei |

| Arbitro: | Veer Singh |

|                              |                      |                                          |
| Padio 63’, 99’ Gunemba 70’   | Marcatori            | 29’ D. Vaka 44’, 109’ Loto'aniu          |
| Bauelua Padio Gunemba Morris | Tiri di rigore 3 – 2 | Loto'aniu D. Vaka La'akulu L. Vaka Siale |

| Arbitro: | Shama Maemae |

|                                 |           |  |
| Diyalowai 22’ Tamanitoakula 74’ | Marcatori |  |

| Arbitro: | Neeshil Varman |

|  |           |             |
|  | Marcatori | 38’ Maefiti |

### Semifinali
| Arbitro: | Torika Delai |

|  |           |                              |
|  | Marcatori | 37’ Yanding 48’, 79’ Gunemba |

| Arbitro: | Delvin Joel |

|                                  |           |                 |
| Nasau 14’, 28’ Tamanitoakula 83’ | Marcatori | 11’ (rig.) Pegi |

### Finale per il terzo posto
| Arbitro: | Torika Delai |

|                                              |                      |                                   |
| Fischer 16’                                  | Marcatori            | 40’ David                         |
| Soifua Moa Ulivii Tuatagaloa Fischer Stevens | Tiri di rigore 5 – 6 | Pegi Saepio Solo Nari Maefiti Joe |

### Finale
La nazionale vincitrice si è qualificata al play-off intercontinentale
| Arbitro: | Shama Maemae |

|                       |           |           |
| Gunemba 17’ Padio 28’ | Marcatori | 42’ Nasau |

## Statistiche

### Classifica marcatrici
5 reti
- Meagan Gunemba
- Ramona Padio (1 rig.)
- Jayda Stewart

3 reti
- Sofi Diyalowai
- Cema Nasau
- Monique Fischer

2 reti
- Luisa Tamanitoakula
- Jennifer Neporo
- Sarah Uregei
- Charlie Yanding
- Mary Maefiti
- Ileen Pegi (2 rig.)
- Jazmine Loto'aniu

1 rete
- Lyric Davison
- Aliza Hussein
- Vanisha Kumar
- Jackie Pahoa (1 rig.)
- Marie Kaipu
- Jemina David
- Almah Gogoni
- Tahia Tamarii (1 rig.)
- Kiana Swift
- Daviana Vaka
- Vanessa Keletia